# SPRS
SPRS (Abreviação de SPinnin' Records Special) é uma gravadora fundada em 2013, criada primeiramente com o objetivo de hospedar Remixes, mas substituída pela Spinnin' Remixes em Agosto de 2014. Hoje, a SPRS foca em vários gêneros vindos do House. O selo é uma das mais de 40 subgravadoras da Spinnin' Records
A primeira música com o selo foi um remix de "Tsunami", originalmente feita por DVBBS e Borgeous, e remixada pelo duo Blasterjaxx, em 9 de Dezembro de 2013. 
Além dos Remixes, o selo já hospedou artistas como Don Diablo, Alex Aark, Tom Staar, e muitos outros.

## Discografia
*A listagem não está de acordo com o catálogo da SPRS, mas de sua página no Beatport

### 2013
DVBBS & Borgeous - Tsunami (Blasterjaxx Remix) [SPRS001]
Quintino & Alvaro - World In Our Hands (Blasterjaxx Remix) [SPRS005]

### 2014
Mercer - Turn It Up (Tchami Remix) [SPRS002]
Martin Garrix - Animals (The Remixes - Part 1) - EP [SPRS008]
NERVO & Ivan Gough feat. Beverley Knight - Not Taking This No More (Twoloud Remix) [SPRS004]
Yellow Claw feat. Rochelle - Shotgun (The Remixes) - EP [SPRS006]
Showtek & Justin Prime feat. Matthew Koma - Cannonball (Earthquake) (The Remixes) - EP [SPRS010]
New World Sound & Thomas Newson - Flute (The Remixes) - EP [SPRS011]
Dimitri Vegas & Like Mike vs. DVBBS & Borgeous - Stampede (Major Lazer & P.A.F.F. Remix) [SPRS012]
Martin Garrix & Jay Hardway - Wizard (The Remixes) - EP [SPRS014]
Quilinez feat. Cara Salimando - Rising Like The Sun (Including Tony Junior Remix) - EP [SPRS017]
Tim Mason - Starlight [SPRS016]
Cash Cash - Overtime (Vicetone Remix) [SPRS021]
Maor Levi - Together [SPRS020]
Don Diablo - Knight Time [SPRS026]
R3hab, NERVO & Ummet Ozcan - Revolution (The Remixes) - EP [SPRS025]
Alex Aark vs. Meron - Along With The Stars [SPRS023]
Mike Mago - Man Hands (The Remixes) - EP [SPRS022]
Meron - Somebody Like Me [SPRS028]
Don Diablo - AnyTime [SPRS031]
Quintino & MOTi feat. Taylr Renee - Dynamite (Timmy Trumpet Remix) [SPRS032]
Zonderling - Pruillip [SPRS029]
Grum - Raindrop [SPRS024]
Trent Cantrelle - Any Way I Want [SPRS033]
Maor Levi feat. Angela McCluskey - Pick Up The Pieces [SPRS030]
Fox Stevenson - Sweets (Soda Pop) [SPRS036]
Lucia - Silence (Rotter & Lewis Mix) [SPRS027]
Zonderling - Zonnewind [SPRS041]
Pep & Rash - Fatality (Quintino Edit) [SPRS038]
Kryder - Fiji [SPRS035]
Tim Mason - Togheter [SPRS039]
Alex Aark & Meron feat. Gwen McCrae - Ain't No Way [SPRS043]
Zonderling - Zinderlong [SPRS042]
Jaydee - Dance With Me [SPRS040]

### 2015
Tim Mason - Rapture [SPRS045]
Meron - Kongor [SPRS046]
Zonderling - Telraam [SPRS047]
Doctor Y - Show Me Love [SPRS044]
Tim Mason & Marrs TV feat. Harrison - Eternity [SPRS047]
The Wulf - Keep Me Waiting [SPRS052]
Gabriel & Castellon - Shut Your Eyes (Including Zonderling & Sam Feldt Remixes) - EP [SPRS050]
Bougenvilla - Take It Back [SPRS055]
Tom Staar - Higher [SPRS057]
Leroy Styles - A Like [SPRS051]
Alex Aark - Get Away From You [SPRS049]
DIMMI & Goldfish - The Storm [SPRS056]
Sleepy Tom - I Want Your Soul [SPRS058]
Bart B More - Want U So [SPRS059]
Ephwurd feat. Dkay  - Duckface [SPRS062]
Erick E - Boogie Down (Stefan Vilijn 2015 Remix) [SPRS061]
Antonio Giacca - Going Crazy [SPRS066]
Kryder, Tom Staar & The Wulf - De P_ta Madre [SPRS067]
Yahel & Eyal Barkan - Voyage (Eelke Kleijn Remix) [SPRS064]
NIELS VAN GOGH - Afropipe [SPRS060]
Norman Doray - Street Sounds [SPRS069]
My Digital Enemy - Feeling Real [SPRS068]
Cedric Gervais - De Ja Vu [SPRS074]
Styline - Rose [SPRS078]
Bart B More & Modek - Velour [SPRS075]

### 2016
Keanu Silva - Pump Up The Jam [SPRS071]
Sander Kleinenberg - The One [SPRS072]
Robbie Rivera & Bob Sinclar - Move Right [SPRS073]
Erik Arbores X DJ Fresh - Elevator [SPRS066]
Aevion - Zeus [SPRS076]
The Voyagers & AABEL - Trunk Banger [SPRS079]
Keanu Silva - Children [SPRS082]
Daniel Portman - No Good [SPRS081]
Norman Doray & Anevo ft. Lia Marie Johnson - Falling For You [SPRS086]
JackLNDN & Fabich - Without You [SPRS077]
Muzzaik & Stadiumx - So Much Love [SPRS085]
Mathieu Koss - Need Your Lovin' [SPRS083] (Disponível em 30 de Maio)

## Ver Também
- Spinnin' Records